# Belton (Missouri)
Belton ist eine Stadt im Clay County des US-Bundesstaates Missouri und liegt in der Metropolregion Kansas City. Das U.S. Census Bureau hat bei der Volkszählung 2020 eine Einwohnerzahl von 23.953 ermittelt. 

## Demografie
Nach einer Schätzung von 2019 leben in Belton 27489 Menschen. Die Bevölkerung teilt sich im selben Jahr auf in 89,7 % Weiße, 3,7 % Afroamerikaner, 0,6 % amerikanische Ureinwohner, 0,8 % Asiaten, 0,3 % Ozeanier und 3,2 % mit zwei oder mehr Ethnizitäten. Hispanics oder Latinos aller Ethnien machten 9,1 % der Bevölkerung aus. Das mittlere Haushaltseinkommen lag bei 62.754 US-Dollar und die Armutsquote bei 11,0 %.
| Jahr | Einwohner¹ |
| ---- | ---------- |
| 1950 | 1.233      |
| 1960 | 4.897      |
| 1970 | 12.270     |
| 1980 | 12.708     |
| 1990 | 18.150     |
| 2000 | 21.730     |
| 2010 | 23.116     |
| 2020 | 23.953     |

¹ 1950 – 2020: Volkszählungsergebnisse